# エドワード・モンタギュー (第3代サンドウィッチ伯爵)

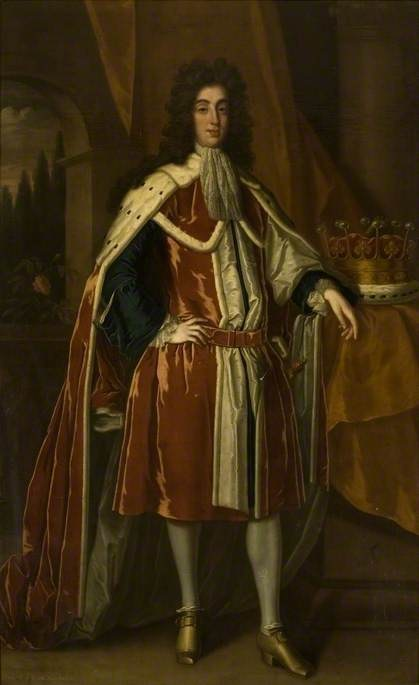
ジョン・クロスターマンによる肖像画、1688年作。

第3代サンドウィッチ伯爵エドワード・モンタギュー（英語: Edward Montagu, 3rd Earl of Sandwich、1670年4月10日 – 1729年10月20日）は、イングランド貴族。1672年から1688年までヒンチングブルック子爵の儀礼称号を使用した。

## 生涯
第2代サンドウィッチ伯爵エドワード・モンタギューとメアリー・ボイル（Mary Boyle）の長男として、1670年に生まれた。イートン・カレッジで教育を受けた後、1686年1月19日にケンブリッジ大学トリニティ・カレッジに入学した。1702年、オックスフォード大学からD.C.L.の学位を授与された。
1688年12月8日に父が死去すると、サンドウィッチ伯爵の爵位を継承、1691年12月19日に貴族院議員に正式に就任した。1690年頃から1705年まで、ジョージ・オブ・デンマークの主馬頭を務めた。
1689年7月8日、エリザベス・ウィルモット（Elizabeth Wilmot、1757年7月27日没、第2代ロチェスター伯爵ジョン・ウィルモットの娘）と結婚、1男1女を儲けた。
- エドワード・リチャード（1692年 – 1722年） - 第4代サンドウィッチ伯爵ジョン・モンタギューの父
- エリザベス - 夭折

1729年10月20日に死去、息子エドワード・リチャードに先立たれたため孫ジョンが爵位を継承した。